# 후쿠데정
후쿠데정(福田町)은 시즈오카현 이와타군에 설치되었던 정이다. 2005년 4월 1일, 이와타시, 이와타군 도요타정, 류요정, 도요오카촌과 합병해 새로운 이와타시가 성립하였다. 후쿠데정은 폐지되었다.

## 역사
- 1889년 3월 8일 - 야마나군 후쿠시마촌이 신설되었다.
  - 4월 1일 - 정촌제 시행으로 미쿠리야촌, 오호촌이 신설되었다.
- 1926년 10월 31일 - 후쿠시마촌이 정으로 승격해 후쿠데정으로 개칭하였다.
- 2005년 4월 1일 - 후쿠데정과 이와타시가 신설 합병으로 소멸하였다. 이로써 50년의 역사가 막을 내렸다. 새로운 이와타시가 성립하였다.

## 방재 행정무선
후쿠다정에서는 매일 정시에 방재 행정 무선을 내보내고 있다. 멜로디는 1년 내내 같은 것을 사용했으며 지금까지 변경된 적은 없었다. 이 방재행정 무선의 가장 큰 특징은 후쿠다마치에서만 내보내는 것으로 인근 지자체에서는 일절 흐르지 않는다는 점인데 덧붙여 2005년 4월 1일에 이와타시에 편입되고 나서도 후쿠다 지구만은 여전히 방재 행정 무선을 내보내고 있었고 방재 행정 무선의 관리는 이와타 시청 후쿠다 지소내에서 행해지고 있어 정시 00분 00초부터 대략 20초 정도 후에 멜로디가 흐르기 시작한다(스피커 바로 아래에서 검증 완료).현재는 정오와 오후 6시의 차임이 이와타 시의 시가인 「고향 이와타」로 변경되었다.

## 교통

### 도로
- 국도 제150호선